# السيد الحراني
السيد الحراني كاتب صحفي بمؤسسة أخبار اليوم. تخرّج في كلية الإعلام بجامعة القاهرة. باحث سياسي وروائي مصري.
عضو لجنة الإعلام بالمجلس القومي للمرأة.
عضو في نقابة الصحفيين المصريين.
عضو في اتحاد كتاب مصر شعبة الرواية.
عضو الجمعية المصرية للدراسات التاريخية.
عضو في نقابة السادة الأشراف.
عضو في نادي الزمالك.
عضو سابق بلجنة رصد مخالفات وسائل الإعلام بالهيئة الوطنية للإعلام.
عمل بالعديد من الصحف المصرية من بينها «الفجر، البوابة، مصراوي، 7أيام، المصري اليوم، الوطن، الأهرام، أخبار اليوم»

## حياته ونشأته
تخرّج في كلية الإعلام بجامعة القاهرة. باحث سياسي وروائي مصري، وعضو لجنة الإعلام بالمجلس القومي للمرأة، وعضو في نقابة الصحفيين المصريين، وعضو في اتحاد كتاب مصر شعبة الرواية، وعضو الجمعية المصرية للدراسات التاريخية، وعضو في نقابة السادة الأشراف، وعضو في نادي الزمالك، وعضو سابق بلجنة رصد مخالفات وسائل الإعلام بالهيئة الوطنية للإعلام، عمل بالعديد من الصحف المصرية من بينها «الفجر، البوابة، مصراوي، المصري اليوم، الوطن، الأهرام، أخبار اليوم».
السيد الحراني.. الملقب (ملك الانفرادات الصحفية)
- ولد ونشأ في مركز أشمون بمحافظة المنوفية.
- تخرج في كلية الإعلام جامعة القاهرة.
- بدأ عمله في جريدة إقليمية (جماهير المنوفية).
- البدايات الفعلية الإحترافية منذ عام 2007 داخل أروقة صحيفة (الفجر).
- التحق بالعمل في صحيفة (المصري اليوم).
- التحق بالعمل في صحيفة (الصباح) رئيساً لقسم الإسلام السياسي.
- التحق بالعمل في صحيفة (البوابة نيوز) رئيساً لقطاع الرأي.
- التحق بالعمل في صحيفة (الوطن) رئيساً لقطاع الرأي، وحصل من خلالها على عضوية نقابة الصحفيين.
- التحق بالعمل في مؤسسة أونا موقع (مصراوي) رئيساً لقطاع الرأي.
- التحق بالعمل في مؤسسة (أخبار اليوم) حتى تم تعيينه.
- أجرى مجموعة من الموضوعات، والحوارات الصحفية المتميزة نشرت له صحيفة الأهرام، الشرق الأوسط السعودية، مجلة 7 أيام، أخبار النجوم، البديل.
- عمل معد تليفزيوني مع الإعلامي الراحل وائل الابراشي.
- عمل مستشار إعلاميا لشركة أفلام ماجدة للإنتاج السينمائي، والفنانة ماجدة الصباحي.
- قدم برنامجين تليفزيوني وإذاعي من إنتاج وكالة الأهرام للإعلان وإخراج عمرو منصور.
- حصل على دورة تنمية قدرات ومهارات الصحفيين من خلال مركز تنمية قدرات أعضاء هيئة التدريس بجامعة القاهرة.
- حصل على دورة أساليب التفكير والدراسات المستقبلية من أكاديمية ناصر العسكرية العليا.
- حصل على عضوية نقابة اتحاد كتاب مصر - شعبة الرواية.
- حصل على عضوية لجنة الإعلام بالمجلس القومي للمرأة، وكرم أكثر من مرة على مشاركته متحدثاً في عدة فعاليات ومهرجانات خاصة بأنشطة المجلس.
- حصل على عضوية الجمعية المصرية للدراسات التاريخية.
- حصل على عضوية نقابة السادة الأشراف.
- حصل على عضوية نادي الزمالك.
- شارك في صياغة «الكود الإعلامي لتناول قضايا المرأة في الإعلام - ضوابط مهنية واخلاقية» الصادر عن المجلس القومي للمرأة.
- شارك عضواً في لجنة رصد مخالفات وسائل الإعلام التي شكلتها الهيئة الوطنية للإعلام لمتابعة الأداء الإعلامي في تغطية الإنتخابات الرئاسية عام 2018.
- شارك في عدد من المؤتمرات الخاصة بالشباب التي عقدت تحت رعاية الرئيس عبد الفتاح السيسي رئيس جمهورية مصر العربية.
- شارك عضواً ضمن الوفد الشعبي الثاني في مؤتمر شباب الصحوة الإسلامية الذي نظم وعقد في العاصمة الإيراني طهران عام 2012.
- نشر له حتى الآن 40 كتاب في مجالات متنوعة: (الرواية، القصة القصيرة، التراجم، السياسة، الإسلام السياسي، الصحافة، الفلسفة، الإجتماع.. إلخ).
عن دور نشر متنوعة من بينها: (مركز الأهرام للنشر والترجمة، كتاب اليوم، كتاب الهلال، الهيئة العامة للكتاب، دار سما، دار كنوز، دار أكتب، دار زين، دار ليلى).

جانب من انفرادته الصحفية:
‌صحيفة الفجر:
- انفرد بنشر تحقيق صحفي اثار ضجة كبيرة بين الدولة المصرية، والمملكة العربية السعودية حول كرامة الشعب المصري الذي أهين في أغنية لفريق الراب السعودي «وكر العصفور»، وعمل على نشر متابعات للأزمة بعد أن تفاقمت برد فريق راب مصري في أغنية مماثلة تهين الشعب السعودي، وما تلى ذلك من ردود فعل السفارة السعودية بالقاهرة والخارجية المصرية.
- كان له السبق بنشر تقرير حول سقوط أول شهيد لطوابير الخبز في عام 2008 التي أحدثت ضجة كبيرة آنذاك.
- نشر تقرير سري هام، حول ((مزاج المصريين)) تجاة مجلس الشورى المصري، وارائهم السلبية في نشاطة تحت رئاسة صفوت الشريف، مما عرضه لتهديدات من جهة مجهولة، وبعد نشر التقرير بأقل من اسبوعين تم حرق مجلس الشورى مما استدعى الأمر علامات استفهام كبيرة.
- في عام 2009 انفرد بنشر تقرير مطول حول حياة الدكتور مصطفى محمود في عزلته، واحتفاله وسط أسرته بعيد ميلاده ال88، وكان هذا التقرير السبب الرئيسي في عودة اسم الفيلسوف الراحل إلى الأضواء بعد سنوات طويلة من العزلة.

‌المصري اليوم:
- حصل الحراني على خبطة صحيفة حيث نشر مذكرات الدكتور مصطفى محمود في 30 حلقة، حملت الكثير من الأسرار والمفاجأت وساهمت بشكل ملحوظ في ارتفاع توزيع المصري اليوم في عام 2010.
- خبطة صحفية أخرى وهي نشر مذكرات المفكر الإسلامي جمال البنا في 20 حلقة عام 2014، كشف فيها أسرار خطيرة كان المفكر جمال البنا أحد الشهود عليها تتعلق بنشأة جماعة الإخوان، وتكوينها على يد مؤسسها شقيقة حسن البنا.

‌ الوطن:
- انفراد صحفي جديد نشره على صفحات الوطن في عام 2015 هو نشر مذكرات المفكر السياسي الدكتور سعد الدين إبراهيم، كشف فيها أسرار مساهمته في صناعة الثورة على مبارك، وكواليس دعمه لقيادات شباب ثورة 25 يناير 211 بتوفير إمكانيات تدريب لهم في الولايات المتحدة الأمريكية، وجمهورية صربيا من أجل تأهيلهم لصناعة الثورات السلمية داخل مصر.
- تحقيق صحفي بالوثائق حول اسرار الإخوان ومرشدهم حسن البنا الذي أثبتت سرقته لأفكار شقيقه عبد الرحمن وجمعيته الخيرية ودمجها داخل الإخوان، وأيضا العلاقة التي جمعت بين عبد الناصر والإخوان.

‌الأهرام:
- في العدد الأسبوعي من صحيفة الأهرام اليومية نشر مذكرات الفنانة ماجدة الصباحي في عدد 10 حلقات، تلك التي كانت سبب رئيسي في اشتعال غضب، ورفض ابنتها غادة نافع، وترتب على ذلك صراع قضائي طويل بين الابنة غادة، وبين الكاتب انتهى لصالح الحراني.
‌الشرق الأوسط:
- على صفحة يوميات الشرق بصحيفة الشرق الأوسط السعودية نشر مذكرات الفنانة فاتن حمامة في عدد 15 حلقة، تلك المذكرات التي أثارت ضجة كبيرة كانت سبب رئيسي في تراجع مؤسسة الأهرام ممثلة في مركز الأهرام للنشر والترجمة عن تنفيذ اتفاقها مع الكاتب بتجميعهما تلك الحلقات ونشرهما في كتاب، وقام الحراني بإصدار الكتاب الذي حمل عنوان «مسيرة فاتن حمامة» عن دار كنوز للنشر والتوزيع.
‌مؤسسة أخبار اليوم - اللواء الإسلامي:
- انفرد بنشر وثيقة في غاية الخطورة تثبت الدور التمويلي الغامض الذي لعبه الشيخ (أحمد البنا) والد حسن البنا مؤسس جماعة الإخوان لصالح الجماعة في خمسينيات القرن الماضي، وأيضا تؤكد على عكس ما روجوا الإخوان أن علاقتهم بصالح سرية «المخطط، والمنفذ لعملية اقتحام الكلية الفنية العسكرية ومحاولة قلب نظام الحكم في سبعينيات القرن الماضي» كانت موجودة، وراسخة، وممتدة منذ خمسينيات القرن الماضي.
الإهتمامات:
اهتم الحراني بصناعة الكتب، والنشر في مصر، والعالم العربي تلك الكتب التي تناولت المشاكل الاجتماعية، والسياسية، والفكرية الهامة التي يعاني منها مجتمعنا المصري، ومجتمعاتنا العربية وتقديم حلول لها، وأول من اهتم بكتابة وتوثيق مذكرات المشاهير، والشخصيات العامة المثيرة للجدل بتصور مختلف في شكل قصة صحفية مسلسلة، ثم تحويلها إلى كتاب، ثم برنامج وثائقي طويل، ثم مسلسل درامي، أو فيلم سينمائي، وتم ذلك في مذكرات المفكر الراحل الدكتور مصطفى محمود، التي نُشرت في (المصري اليوم)، وأصدرتها دار (أكتب للنشر والتوزيع) في كتاب وتم تحويلها لبرنامج وثائقي، وأخرج البرنامج المخرج عمرو منصور، ويتم الآن تحويل الكتاب لمسلسل درامي، وكان أول من التقى برجل الأعمال المصري الراحل (أحمد الريان) بعد خروجه من السجن، وسجل مذكراته، وكتبها في قصة وسيناريو وحوار فيلم سينمائي «مازال قيد التنفيذ».

قائمة بالكتب التي نشرت للكاتب
• التراجم والسير الذاتية:
١. مذكرات د. مصطفى محمود.
٢. مذكرات د. سعد الدين إبراهيم.
٣. مذكرات د. محمد حبيب.
٤. مذكرات جمال البنا.
٥. مذكرات فوزية البنا. 
٦. مذكرات ماجدة الصباحي. 
٧. مذكرات عمر الشريف. 
٨. مسيرة فاتن حمامة.
٩. حكاية نور الشريف.
١٠. سيرة حمدي أحمد.
١١. مذكرات الريان.
١٢. حريم فاروق.
١٣. خريف عادل حمودة.
١٤.  الفيلسوف المشاغب.
١٥. موافي والسندريلا.
____________________
• الإسلام السياسي:
١٦. الجماعات الإسلامية من تاني.
١٧. أسرار الكهنة - كهنوت الإخوان المسلمون.
١٨. الإخوان القطبيون.
١٩. الإرهاب وصراع الدولة والجماعة.
٢٠. الجماعة الإخوانية وعسكرة السيرة النبوية.
٢١. دولة المرشد من حسن البنا ١٩٢٨ حتى محمد بديع ٢٠١٣.
٢٢. الچنرال الإسلامي من محمد حتى معاوية.
٢٣. العائدون من جحيم الإخوان - مطاريد الجماعة.
٢٤. الناجون من الإخوان - سيرة المنشقين.
٢٥. الوثائق المجهولة للإخوان - آل البنا بين التكفير والتفكير.
٢٦. مراجعات د. محمد حبيب - الإخواني التائب يكشف أسرار التنظيم.
٢٧. موسوعة الجماعة الإخوانية جزء1.
٢٨. موسوعة الجماعة الإخوانية جزء2. 
٢٩. موسوعة الجماعة الإخوانية جزء3. 
٣٠. موسوعة الجماعة الإخوانية جزء4.
___________________
• الفلسفة والإجتماع والسياسة والصحافة:
٣١. أحاديث القاهرة – مصر والمصريون بعد ثورتين.
٣٢. مصر واللي فيها - من هند رستم إلى عبود الزمر.
٣٣. الجنس في السياسة والفن.
٣٤. ويكيليكس وحرب الوثائق.
٣٥. فلسفة الموت.
٣٦. بخلاء يجعلونك تضحك.
٣٧. ملعون أبو الواقع.
____________________
• الأدب:
٣٨. خفايا القصور - قصص قصيرة.
٣٩. مارد - رواية. 
٤٠. قضية الكوراني - رواية.
..

## مؤلفاته
- مذكرات ماجدة الصباحى[5][6]
- مصر واللي فيها[7]
- ملعون أبو الواقع «كلام تاني في الحب والإخوان والمخابرات»[8]
- أحاديث القاهرة[9]
- الجنس في السياسة والفن
- أحمد الريان[4]
- مذكرات رفعت السعيد[4][10]
- ويكليكس «حرب الوثائق وكشف الأنظمة العربية والعالمية»
- موافي والسندريلا
- مذكرات فاتن حمامة[4]
- مذكرات الريان (سيناريو واقعي)
- بخلاء يجعلوك تضحك[11]
- مذكرات جمال البنا[12]
- مذكرات فوزية البنا[13][14]
- الجماعات الإسلامية من تاني
- الناجون من الإخوان[15]
- سيرة الفنان حمدي أحمد[16]
- بنات القاهرة
- مذكرات د. سعد الدين إبراهيم
- مذكرات «فوزية البنا»[17]
- مذكرات عمر الشريف[18][19]
- الفيلسوف المشاغب: مصطفى محمود
- مذكرات د. مصطفى محمود[6]
- مذكرات ماجدة[20]
- بخلاء يجعلونك تضحك
- فلسفة الموت[21]